# Тіппікану (округ, Індіана)
Шаблон:StateAbbr_ 40°23′ пн. ш. 86°53′ зх. д. / 40.39° пн. ш. 86.89° зх. д.
Округ Тіппікану (англ. Tippecanoe County) — округ (графство) у штаті Індіана, США. Ідентифікатор округу 18157.

## Історія
Офіційно утворений в 1826 році.

## Демографія
За даними перепису
2000 року
загальне населення округу становило 148955 осіб, зокрема міського населення було 125738, а сільського — 23217.
Серед мешканців округу чоловіків було 76423, а жінок — 72532. В окрузі було 55226 домогосподарств, 32403 родин, які мешкали в 58343 будинках.
Середній розмір родини становив 3,01.
Віковий розподіл населення поданий у таблиці:
| Стать    | До 15 років | 15-21 | 22-29 | 30-39 | 40-49 | 50-65 | 65-85 | Понад 85 |
| -------- | ----------- | ----- | ----- | ----- | ----- | ----- | ----- | -------- |
| Чоловіки | 13411       | 16746 | 13494 | 9994  | 8898  | 8304  | 5092  | 484      |
| Жінки    | 12706       | 13975 | 10666 | 9163  | 9195  | 8871  | 6717  | 1239     |

## Суміжні округи
- Вайт — північ
- Керролл — північний схід
- Клінтон — схід
- Монтгомері — південь
- Фаунтен — південний захід
- Воррен — захід
- Бентон — північний захід

## Виноски
1. ↑  U.S. Decennial Census. United States Census Bureau. Процитовано 10 липня 2014.
2. ↑  Historical Census Browser. University of Virginia Library. Архів оригіналу за 11 серпня 2012. Процитовано 10 липня 2014.
3. ↑  Population of Counties by Decennial Census: 1900 to 1990. United States Census Bureau. Процитовано 10 липня 2014.
4. ↑  Census 2000 PHC-T-4. Ranking Tables for Counties: 1990 and 2000 (PDF). United States Census Bureau. Процитовано 10 липня 2014.
5. ↑  State & County QuickFacts. United States Census Bureau. Архів оригіналу за 24 лютого 2016. Процитовано 10 липня 2014. [Архівовано 2016-02-24 у Wayback Machine.](англ.) Наведено за англійською вікіпедією.
6. ↑  QuickFacts. Tippecanoe County, Indiana. United States Census Bureau. Процитовано 7 листопада 2018.
7. ↑  American FactFinder. Бюро перепису населення США. Архів оригіналу за 26 лютого 2012. Процитовано 31 січня 2008. [Архівовано 2008-05-21 у Wayback Machine.]

| США | Це незавершена стаття з географії США. Ви можете допомогти проєкту, виправивши або дописавши її. |